# Supercopa de los Países Bajos 2000
La Supercopa de los Países Bajos 2000 (Johan Cruijff Schaal 2000 en neerlandés) fue la 11.ª edición de la Supercopa de los Países Bajos. El partido se jugó el 13 de agosto de 2000 en el Amsterdam Arena entre el PSV Eindhoven, campeón de la Eredivisie 1999-2000 y el Roda JC, campeón de la KNVB Beker 1999-2000. PSV ganó por 2-0 en el Amsterdam Arena frente a 28.000 espectadores.
| PSV Eindhoven |  | Bandera de los Países Bajos |  | Campeón de la Eredivisie 1999-2000               |
| Roda JC       |  | Bandera de los Países Bajos |  | Campeón de la Copa de los Países Bajos 1999-2000 |

## Partido
| 13 de agosto de 2000, 18:00 | PSV Eindhoven         | 2:0 (2:0) | Roda JC | Amsterdam Arena, Ámsterdam                              |                                                         |
|                             | Ramzi 29' · Faber 44' | Reporte   |         | Asistencia: 28.000 espectadores Árbitro(s): Ruud Bossen | Asistencia: 28.000 espectadores Árbitro(s): Ruud Bossen |

|                                 |
| Campeón PSV Eindhoven 5º título |